# ハレム万才
『ハレム万才』（原題：Harem Holiday）は、1965年に公開されたアメリカ合衆国の映画。エルヴィス・プレスリー主演。いくつかの描写は、1921年公開の映画『シーク』に基づいている。
ゴールデンラズベリー賞創設者であるジョン・J・B・ウィルソンの著書『The Official Razzie Movie Guide』では、「これまでに作られた最も楽しく最悪な100の映画」の一つとして掲載された。

## キャスト
※括弧内は日本語吹替（テレビ版）
- ジョニー：エルヴィス・プレスリー（佐々木功）
- シャリマール姫：メアリー・アン・モブリー
- アイシャ：フラン・ジェフリーズ
- ドラグナ殿下：マイケル・アンサラ
- ザハ：ジェイ・ノヴェロ